# دی ویر
دی ویر (به هلندی: De Weere) یک منطقهٔ مسکونی در هلند است که در هولاندس کرون واقع شده‌است. دی ویر ۷۰ نفر جمعیت دارد.